# Marans (Charente Marítim)
|  | Per a altres significats, vegeu «Cantó de Marans». |

Marans és un municipi francès al departament de la Charanta Marítima i a la regió de Nova Aquitània. L'any 2007 tenia 4.655 habitants.

## Demografia

### Població
El 2007 la població de fet de Marans era de 4.655 persones. Hi havia 1.950 famílies de les quals 600 eren unipersonals (263 homes vivint sols i 337 dones vivint soles), 660 parelles sense fills, 521 parelles amb fills i 169 famílies monoparentals amb fills.
La població ha evolucionat segons el següent gràfic:

### Habitatges
El 2007 hi havia 2.351 habitatges, 2.004 eren l'habitatge principal de la família, 193 eren segones residències i 154 estaven desocupats. 1.836 eren cases i 502 eren apartaments. Dels 2.004 habitatges principals, 1.302 estaven ocupats pels seus propietaris, 661 estaven llogats i ocupats pels llogaters i 41 estaven cedits a títol gratuït; 51 tenien una cambra, 173 en tenien dues, 372 en tenien tres, 583 en tenien quatre i 826 en tenien cinc o més. 1.338 habitatges disposaven pel capbaix d'una plaça de pàrquing. A 1.050 habitatges hi havia un automòbil i a 680 n'hi havia dos o més.

### Piràmide de població
La piràmide de població per edats i sexe el 2009 era:
| Homes | Edats   | Dones |
| ----- | ------- | ----- |
| 0     | 95 o +  | 8     |
| 0     | 90 a 94 | 36    |
| 4     | 85 a 89 | 104   |
| 32    | 80 a 84 | 20    |
| 72    | 75 a 79 | 112   |
| 140   | 70 a 74 | 132   |
| 140   | 65 a 69 | 148   |
| 148   | 60 a 64 | 164   |
| 92    | 55 a 59 | 96    |
| 180   | 50 a 54 | 156   |
| 176   | 45 a 49 | 156   |
| 172   | 40 a 44 | 140   |
| 136   | 35 a 39 | 160   |
| 92    | 30 a 34 | 152   |
| 112   | 25 a 29 | 112   |
| 104   | 20 a 24 | 96    |
| 184   | 15 a 19 | 136   |
| 124   | 10 a 14 | 148   |
| 124   | 5 a 9   | 104   |
| 72    | 0 a 4   | 112   |

## Economia
El 2007 la població en edat de treballar era de 2.844 persones, 2.104 eren actives i 740 eren inactives. De les 2.104 persones actives 1.824 estaven ocupades (992 homes i 832 dones) i 280 estaven aturades (119 homes i 161 dones). De les 740 persones inactives 287 estaven jubilades, 182 estaven estudiant i 271 estaven classificades com a «altres inactius».

### Ingressos
El 2009 a Marans hi havia 2.001 unitats fiscals que integraven 4.653,5 persones, la mediana anual d'ingressos fiscals per persona era de 16.494 €.

### Activitats econòmiques
Dels 283 establiments que hi havia el 2007, 1 era d'una empresa extractiva, 10 d'empreses alimentàries, 2 d'empreses de fabricació de material elèctric, 8 d'empreses de fabricació d'elements pel transport, 18 d'empreses de fabricació d'altres productes industrials, 37 d'empreses de construcció, 58 d'empreses de comerç i reparació d'automòbils, 7 d'empreses de transport, 26 d'empreses d'hostatgeria i restauració, 1 d'una empresa d'informació i comunicació, 14 d'empreses financeres, 20 d'empreses immobiliàries, 33 d'empreses de serveis, 28 d'entitats de l'administració pública i 20 d'empreses classificades com a «altres activitats de serveis».
Dels 82 establiments de servei als particulars que hi havia el 2009, 1 era una oficina d'administració d'Hisenda pública, 1 gendarmeria, 1 oficina de correu, 4 oficines bancàries, 2 funeràries, 7 tallers de reparació d'automòbils i de material agrícola, 1 taller d'inspecció tècnica de vehicles, 3 autoescoles, 6 paletes, 6 guixaires pintors, 6 fusteries, 6 lampisteries, 4 electricistes, 2 empreses de construcció, 5 perruqueries, 1 veterinari, 1 agència de treball temporal, 13 restaurants, 8 agències immobiliàries, 2 tintoreries i 2 salons de bellesa.
Dels 30 establiments comercials que hi havia el 2009, 2 eren supermercats, 2 grans superfícies de material de bricolatge, 1 una botiga de menys de 120 m², 4 fleques, 5 carnisseries, 1 una llibreria, 2 botigues de roba, 1 una botiga d'equipament de la llar, 3 botigues de material esportiu, 3 drogueries, 1 una joieria i 5 floristeries.
L'any 2000 a Marans hi havia 78 explotacions agrícoles que ocupaven un total de 5.880 hectàrees.

## Equipaments sanitaris i escolars
Els 2 equipaments sanitaris que hi havia el 2009 eren farmàcies.
El 2009 hi havia 1 escola maternal i 2 escoles elementals. Marans disposava de 2 col·legis d'educació secundària amb 661 alumnes.

## Poblacions properes
El següent diagrama mostra les poblacions més properes.